# 钆里
钆里，是 缅甸掸邦南桑县昆欣镇区下辖的一个镇。

## 教育
该地区有釓里光华学校、釓里金霞学校等华文学校。